# محمد عبو
محمد المحرزي عبو (تونس العاصمة، 10 مايو 1966) محامي وسياسي تونسي. شغل منصب وزير لدى رئيس الحكومة التونسية مكلف بالإصلاح الإداري في حكومة حمادي الجبالي بعد الثورة التونسية بين ديسمبر 2011 ويونيو 2012 كما شغل منصب وزير دولة لدى رئيس الحكومة المكلف بالوظيفة العمومية والحوكمة ومكافحة الفساد في حكومة إلياس الفخفاخ بين فبراير 2020 ويوليو 2020.

محمد عبو هو مناضل وناشط سياسي ضد نظام زين العابدين بن علي رفقة زوجته سامية عبو قبل الثورة التونسية في 2011. وهو قيادي وأمين عام حزب المؤتمر من أجل الجمهورية، وله نفس المنصب في حزبه الشخصي حزب التيار الديمقراطي.

## السيرة الذاتية

### التكوين
بعد تحصله على الإجازة ثم شهادة الدراسات المعمقة في علم الجريمة، ناقش في 28 أغسطس 2012 أطروحة دكتوراه في القانون الخاص في جامعة تونس المنار أسماها حدود حرية الإعلام.

### النشاط الحقوقي والجمعياتي
محام لدى محكمة التعقيب في تونس العاصمة، عرف محمد عبو بنشاطه في مجال حقوق الإنسان. وهو عضو سابق بالهيئة المديرة لجمعية المحامين الشبان مكلف بالتكوين وبالقضايا العادلة بين سنة 2002 وسنة 2004، وعضو مؤسس لمركز تونس لاستقلال القضاء والمحاماة وعضو سابق بمكتبه التنفيذي، وعضو مؤسس للجمعية الدولية لمساندة المساجين السياسيين وعضو بالمجلس الوطني للحريات بتونس بين سنة 1999 وسنة 2011.
تم توقيف عبو في 1 مارس 2005، وحكم عليه في 29 أبريل بثلاثة سنوات سجن و6 أشهر بسبب نشره لمقالات على موقع تونس نيوز (Tunisnews)، موقع ويب معارض لنظام زين العابدين بن علي، وتحديدا حول مقال بن علي - شارون (Ben Ali - Sharon) أين يقارن بن علي برئيس وزراء إسرائيل أرئيل شارون.

### المناصب السياسية بعد الثورة
بعد الثورة التونسية في 2011 وسقوط نظام زين العابدين بن علي، تم انتخابه في 23 أكتوبر 2011 كنائب في المجلس الوطني التأسيسي التونسي عن دائرة ولاية نابل الأولى. ثم عين في 24 ديسمبر الموالي كوزير لدى رئيس الحكومة التونسية مكلف بالإصلاح الإداري في حكومة حمادي الجبالي، وبعد تعيينه في هذا المنصب استقال من المجلس ليتفرغ له.

في 13 مايو 2012، وبعد انتهاء انعقاد المجلس الوطني لحزب المؤتمر من أجل الجمهورية، تم انتخاب عبو ليكون الأمين العام له خلفا للمنصف المرزوقي. في 30 يونيو، أعلن استقالته من الحكومة أثناء مؤتمر صحفي في مقر حزب المؤتمر، برر قرار استقالته بسبب صلاحياته المحدودة التي لا تسمح له بمقاومة الفساد.

قدم استقالته من حزبه في 13 مارس معلنا إرادته تكوين حزب اجتماعي ديمقراطي.
أسّس في 30 ماي 2013 مع مجموعة من المناضلين حزب التيار الديمقراطي وانتخب أمينا عاما له. خلفه الأستاذ غازي الشواشي في أول مؤتمر للحزب في 28 مارس 2016 وأعيد انتخابه أمينا عاما خلال المؤتمر الوطني الثاني للحزب في 19 أفريل 2019.
في فبراير 2020، كون كل من حزب التيار الديمقراطي وحركة الشعب (ممثلان في «الكتلة الديمقراطية» بالبرلمان) تحالفا رفقة حركة النهضة لتمرير حكومة إلياس الفخفاخ الذي كان محمد عبو يشغل فيها منصب وزير دولة لدى رئيس الحكومة مكلف بالوظيفة العمومية والحوكمة ومكافحة الفساد وهو منصب حساس يمر عبره كبرى ملفات الفساد بالبلاد. تفكك هذا التحالف في يوليو 2020، بعد قرار حركة النهضة سحب ثقتها من حكومة إلياس الفخفاخ وذلك بعد إتهام الأخير بتضارب المصالح والفساد.
وقبل مغادرته منصبه في سبتمبر 2020، عقد عبو مؤتمرا صحفيا، شن خلاله هجوما غير مسبوق على حركة النهضة، متهما إياها بتبيض الأموال تحت غطاء محطات تلفزيونية كما اتهم عبو الحركة بأن لها علاقة بالمال الفاسد والأجنبي، مؤكدا أنها «تدعي إسقاط حكومة إلياس الفخفاخ بدعوى الفساد رغم أنها تعيش بأموال من خارج الشرعية وغير قانونية».
في 2 ديسمبر 2020، استقال محمد عبو من الأمانة العامة لحزب التيار الديمقراطي وبعد أسبوع فقط قدم استقالته من الحزب. عبو قال إنه «يرغب في أن تكون مواقفه من الوضع الذي تعيشه البلاد متحررة ولا تلزم سوى شخصه دون إحراج لحزب التيار أو ربط مواقفه بمواقف الحزب، نافيا ما يروج حول وجود انقسام داخل التيار أو مشاكل داخلية».

#### موقفه منإجراءات 25 يوليو
في 25 يوليو 2021، أعلن الرئيس قيس سعيد تعليق إختصاصات مجلس نواب الشعب ورفع الحصانة عن جميع أعضاءه استنادا للفصل 80 من الدستور الذي علق الرئيس العمل به أيضا في 22 سبتمبر (ما عدا البابين الأول والثاني منه).
أيّد محمد عبو إجراءات 25 يوليو ووصفها قائلا في حوار مع موقع الجزيرة نت:«هو إجراء ضروري كنت ناديت به حتى قبل حدوثه، بعد انسداد الأفق فيما يتعلق بمقاومة الفساد السياسي خاصة. وأشدد هنا على أن الإجراأت الاستثنائية ولجوء الرئيس لاستعمال الفصل 80 من الدستور اقتضته الضرورة في علاقة باستحالة استمرار السير العادي لدواليب الدولة.» لكنه شدد على أن هذه الإجراءات لابد أن تكون محددة بزمن والذي لا يجب أن يتجاوز 3 أشهر. ودعا عبو رئيس الجمهورية إلى عدم سماع دعوات الخروج عن الدستور مشددا على أن هناك سيناريوهات تسمح بعدم 'كسر' الدستور والدعوة إلى انتخابات تشريعية مبكرة بعد انتهاء مرحلة 25 يوليو.

### الحياة الخاصة
محمد عبو متزوج من سامية عبو وهي نائبة في مجلس نواب الشعب. لديهم ثلاثة أبناء.

## أعماله
- تنظيم حرية الإعلام، تونس، 2015
- النيابة العمومية، تونس، 2017
- كتاب «ضد التيار.. تجربة من داخل الحكم»، 2021

## روابط خارجية
- محمد عبو على موقع مرصد مجلس.
- مقالات ما قبل الثورة لمحمد عبو